# Eisschnelllauf-Einzelstreckenweltmeisterschaften 2005

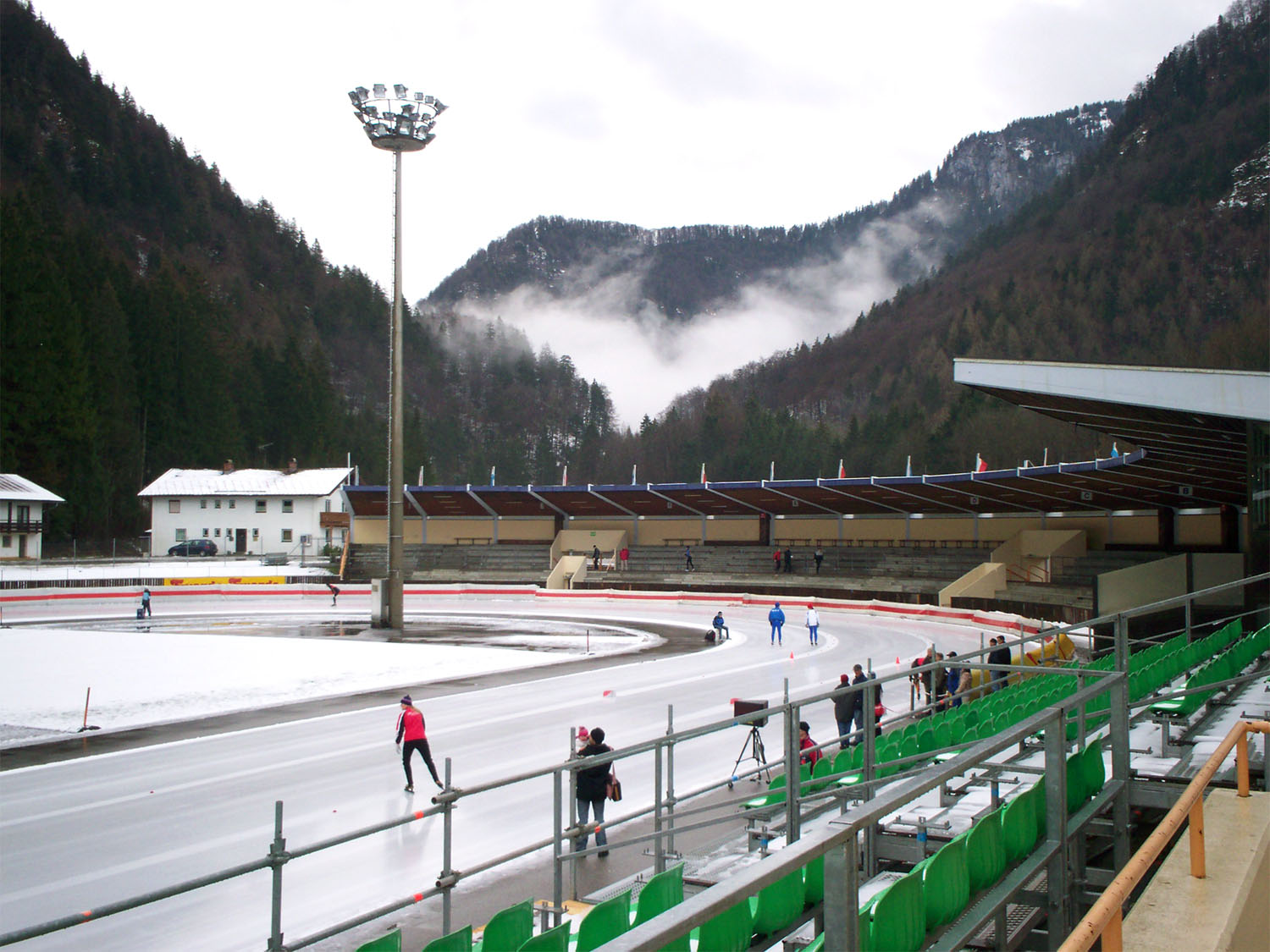
Ludwig-Schwabl-Stadion

Die 9. Eisschnelllauf-Einzelstreckenweltmeisterschaften wurden vom 3. bis 6. März 2005 im Ludwig-Schwabl-Stadion in Inzell ausgetragen.

## Teilnehmende Nationen
- 131 Sportler aus 19 Nationen nahmen an der Meisterschaft teil

| Teilnehmende Nationen                            | Teilnehmende Nationen           | Teilnehmende Nationen                      | Teilnehmende Nationen            | Teilnehmende Nationen                 |
| ------------------------------------------------ | ------------------------------- | ------------------------------------------ | -------------------------------- | ------------------------------------- |
| Belgien Volksrepublik China Deutschland Finnland | Frankreich Italien Japan Kanada | Kasachstan Niederlande Norwegen Österreich | Polen Russland Schweden Südkorea | Tschechien Vereinigte Staaten Belarus |

## Sieger

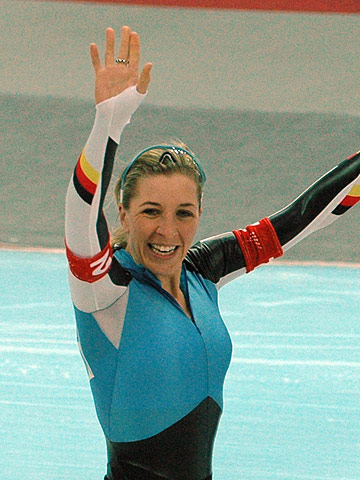
Anni Friesinger – mit 2 × Gold und 2 × Silber die erfolgreichste Sportlerin der Einzelstrecken-WM

- Zeigt die drei Medaillenplätze der einzelnen Distanzen

### Frauen
| Distanz                   | Gold                                                      | Silber                                           | Bronze                                    |
| ------------------------- | --------------------------------------------------------- | ------------------------------------------------ | ----------------------------------------- |
| 2 × 500 Meter             | Wang Manli                                                | Wang Beixing                                     | Lee Sang-hwa                              |
| 1.000 Meter               | Barbara de Loor                                           | Anni Friesinger                                  | Marianne Timmer                           |
| 1.500 Meter               | Cindy Klassen                                             | Anni Friesinger                                  | Jennifer Rodriguez                        |
| 3.000 Meter               | Cindy Klassen                                             | Claudia Pechstein                                | Kristina Groves                           |
| 5.000 Meter               | Anni Friesinger                                           | Claudia Pechstein                                | Clara Hughes                              |
| Teamwettbewerb (8 Runden) | DeutschlandDaniela Anschütz Anni Friesinger Sabine Völker | KanadaKristina Groves Clara Hughes Cindy Klassen | JapanEriko Ishino Nami Nemoto Maki Tabata |

### Männer
| Distanz                   | Gold                                                   | Silber                                                 | Bronze                                                   |
| ------------------------- | ------------------------------------------------------ | ------------------------------------------------------ | -------------------------------------------------------- |
| 2 × 500 Meter             | Jōji Katō                                              | Hiroyasu Shimizu                                       | Jeremy Wotherspoon                                       |
| 1.000 Meter               | Even Wetten                                            | Jan Bos                                                | Petter Andersen Pekka Koskela                            |
| 1.500 Meter               | Rune Stordal                                           | Mark Tuitert                                           | Even Wetten                                              |
| 5.000 Meter               | Chad Hedrick                                           | Bob de Jong                                            | Carl Verheijen                                           |
| 10.000 Meter              | Bob de Jong                                            | Carl Verheijen                                         | Chad Hedrick                                             |
| Teamwettbewerb (8 Runden) | NiederlandeMark Tuitert Carl Verheijen Erben Wennemars | ItalienMatteo Anesi Enrico Fabris Ippolito Sanfratello | NorwegenPetter Andersen Odd Bohlin Borgersen Eskil Ervik |

## Wettbewerbe

### Frauen

#### 2 × 500 Meter
- Die Zeiten beider 500 m Läufe in Sekunden, werden addiert und ergeben die Gesamtpunktzahl

| Platz | Name                      | Land                | 1. Lauf 500 Meter | 2. Lauf 500 Meter | Gesamt- punkte |
| ----- | ------------------------- | ------------------- | ----------------- | ----------------- | -------------- |
| 1     | Wang Manli                | Volksrepublik China | 38,92 (3)         | 38,29 (1)         | 77,21          |
| 2     | Wang Beixing              | Volksrepublik China | 38,69 (1)         | 39,13 (6)         | 77,82          |
| 3     | Lee Sang-hwa              | Südkorea            | 38,93 (4)         | 38,98 (4)         | 77,91          |
| 4     | Sayuri Yoshii             | Japan               | 39,10 (6)         | 38,93 (2)         | 78,03          |
| 5     | Tomomi Okazaki            | Japan               | 39,05 (5)         | 39,01 (5)         | 78,06          |
| 6     | Monique Garbrecht-Enfeldt | Deutschland         | 39,18 (10)        | 38,93 (2)         | 78,11          |
| 7     | Sayuri Ōsuga              | Japan               | 39,15 (9)         | 39,13 (6)         | 78,28          |
| 8     | Jenny Wolf                | Deutschland         | 39,13 (8)         | 39,44 (10)        | 78,57          |
| 9     | Jennifer Rodriguez        | Vereinigte Staaten  | 39,42 (12)        | 39,21 (8)         | 78,63          |
| 10    | Marianne Timmer           | Niederlande         | 39,22 (11)        | 39,44 (10)        | 78,66          |
|       |                           |                     |                   |                   |                |
| 17    | Pamela Zoellner           | Deutschland         | 39,92 (18)        | 39,75 (16)        | 79,67          |

#### 1.000 Meter
| Platz | Name               | Land                | Zeit    |  |
| ----- | ------------------ | ------------------- | ------- |  |
| 1     | Barbara de Loor    | Niederlande         | 1:18,24 |  |
| 2     | Anni Friesinger    | Deutschland         | 1:18,46 |  |
| 3     | Marianne Timmer    | Niederlande         | 1:18,71 |  |
| 4     | Cindy Klassen      | Kanada              | 1:18,75 |  |
| 5     | Jennifer Rodriguez | Vereinigte Staaten  | 1:18,78 |  |
| 6     | Chiara Simionato   | Italien             | 1:19,18 |  |
| 7     | Chris Witty        | Vereinigte Staaten  | 1:19,36 |  |
| 8     | Ren Hui            | Volksrepublik China | 1:19,51 |  |
| 9     | Wang Beixing       | Volksrepublik China | 1:20,00 |  |
| 10    | Sayuri Yoshii      | Japan               | 1:20,01 |  |
|       |                    |                     |         |  |
| 11    | Sabine Völker      | Deutschland         | 1:20,41 |  |
| 20    | Pamela Zoellner    | Deutschland         | 1:21,99 |  |

#### 1.500 Meter
| Platz | Name               | Land               | Zeit    |  |
| ----- | ------------------ | ------------------ | ------- |  |
| 1     | Cindy Klassen      | Kanada             | 1:58,49 |  |
| 2     | Anni Friesinger    | Deutschland        | 1:58,73 |  |
| 3     | Jennifer Rodriguez | Vereinigte Staaten | 1:59,44 |  |
| 4     | Barbara de Loor    | Niederlande        | 1:59,79 |  |
| 5     | Daniela Anschütz   | Deutschland        | 2:00,74 |  |
| 6     | Sabine Völker      | Deutschland        | 2:00,80 |  |
| 7     | Maki Tabata        | Japan              | 2:00,92 |  |
| 8     | Renate Groenewold  | Niederlande        | 2:01,57 |  |
| 9     | Katarzyna Wójcicka | Polen              | 2:01,79 |  |
| 10    | Eriko Ishino       | Japan              | 2:01,82 |  |
|       |                    |                    |         |  |
| 20    | Anna Rokita        | Österreich         | 2:06,48 |  |

#### 3.000 Meter
| Platz | Name               | Land        | Zeit    |  |
| ----- | ------------------ | ----------- | ------- |  |
| 1     | Cindy Klassen      | Kanada      | 4:10,37 |  |
| 2     | Claudia Pechstein  | Deutschland | 4:10,89 |  |
| 3     | Kristina Groves    | Kanada      | 4:11,97 |  |
| 4     | Daniela Anschütz   | Deutschland | 4:13,90 |  |
| 5     | Clara Hughes       | Kanada      | 4:14,69 |  |
| 6     | Maki Tabata        | Japan       | 4:16,83 |  |
| 7     | Moniek Kleinsman   | Niederlande | 4:17,01 |  |
| 8     | Gretha Smit        | Niederlande | 4:17,17 |  |
| 9     | Katarzyna Wójcicka | Polen       | 4:17,65 |  |
| 10    | Renate Groenewold  | Niederlande | 4:17,82 |  |
|       |                    |             |         |  |
| 17    | Anna Rokita        | Österreich  | 4:24,24 |  |

#### 5.000 Meter
| Platz | Name                   | Land        | Zeit    |
| ----- | ---------------------- | ----------- | ------- |
| 1     | Anni Friesinger        | Deutschland | 7:18,32 |
| 2     | Claudia Pechstein      | Deutschland | 7:18,67 |
| 3     | Clara Hughes           | Kanada      | 7:19,17 |
| 4     | Kristina Groves        | Kanada      | 7:24,99 |
| 5     | Daniela Anschütz       | Deutschland | 7:26,91 |
| 6     | Jenita Hulzebosch-Smit | Niederlande | 7:27,32 |
| 7     | Martina Sáblíková      | Tschechien  | 7:30,16 |
| 8     | Gretha Smit            | Niederlande | 7:30,27 |
| 9     | Swetlana Vysokowa      | Russland    | 7:30,73 |
| 10    | Katarzyna Wójcicka     | Polen       | 7:31,07 |

#### Teamwettbewerb
- Der Teamwettbewerb geht über sechs Runden (nur Innenbahn, ca. 2.310 m)

| Platz | Name                                                 | Land        | Zeit    |
| ----- | ---------------------------------------------------- | ----------- | ------- |
| 1     | Daniela Anschütz Anni Friesinger Sabine Völker       | Deutschland | 3:05,81 |
| 2     | Kristina Groves Clara Hughes Cindy Klassen           | Kanada      | 3:07,01 |
| 3     | Eriko Ishino Nami Nemoto Maki Tabata                 | Japan       | 3:12,05 |
| 4     | Galina Lichatschowa Olga Tarassowa Swetlana Vysokowa | Russland    | 3:12,37 |
| 5     | Rita Battisti Adelia Marra Nicola Mayr               | Italien     | 3:18,96 |
| 6     | Wieteke Cramer Frédérique Ankoné Moniek Kleinsman    | Niederlande | 4:07,22 |

### Männer

#### 2 × 500 Meter
- Die Zeiten beider 500 m Läufe in Sekunden, werden addiert und ergeben die Gesamtpunktzahl

| Platz | Name               | Land                | 1. Lauf 500 Meter | 2. Lauf 500 Meter | Gesamt- punkte |
| ----- | ------------------ | ------------------- | ----------------- | ----------------- | -------------- |
| 1     | Jōji Katō          | Japan               | 35,57 (1)         | 35,45 (1)         | 71,02          |
| 2     | Hiroyasu Shimizu   | Japan               | 35,75 (2)         | 35,71 (2)         | 71,46          |
| 3     | Jeremy Wotherspoon | Kanada              | 35,87 (3)         | 35,83 (4)         | 71,70          |
| 4     | Yūya Oikawa        | Japan               | 35,93 (5)         | 35,85 (5)         | 71,78          |
| 5     | Yu Fengtong        | Volksrepublik China | 36,09 (6)         | 35,79 (3)         | 71,88          |
| 6     | Dmitri Lobkow      | Russland            | 35,90 (4)         | 36,14 (9)         | 72,04          |
| 7     | Joey Cheek         | Vereinigte Staaten  | 36,15 (7)         | 36,04 (6)         | 72,19          |
| 8     | Kip Carpenter      | Vereinigte Staaten  | 36,26 (9)         | 36,06 (8)         | 72,32          |
| 9     | Erben Wennemars    | Niederlande         | 36,33 (12)        | 36,05 (7)         | 72,38          |
| 10    | Gerard van Velde   | Niederlande         | 36,34 (13)        | 36,16 (10)        | 72,50          |
|       |                    |                     |                   |                   |                |
| 16    | Dino Gillarduzzi   | Deutschland         | 36,65 (18)        | 36,48 (13)        | 73,13          |

#### 1.000 Meter
| Platz | Name                          | Land               | Zeit    |  |
| ----- | ----------------------------- | ------------------ | ------- |  |
| 1     | Even Wetten                   | Norwegen           | 1:10,10 |  |
| 2     | Jan Bos                       | Niederlande        | 1:10,32 |  |
| 3     | Petter Andersen Pekka Koskela | Norwegen Finnland  | 1:10,63 |  |
| 5     | Beorn Nijenhuis               | Niederlande        | 1:10,73 |  |
| 6     | Nick Pearson                  | Vereinigte Staaten | 1:10,94 |  |
| 7     | Janne Hänninen                | Finnland           | 1:10,97 |  |
| 8     | Jeremy Wotherspoon            | Kanada             | 1:11,04 |  |
| 9     | Yūsuke Imai Erben Wennemars   | Japan Niederlande  | 1:11,10 |  |
|       |                               |                    |         |  |
| 18    | Christian Breuer              | Deutschland        | 1:13,03 |  |
| 19    | Jan Friesinger                | Deutschland        | 1:13,07 |  |

#### 1.500 Meter
| Platz | Name             | Land               | Zeit    |  |
| ----- | ---------------- | ------------------ | ------- |  |
| 1     | Rune Stordal     | Norwegen           | 1:50,69 |  |
| 2     | Mark Tuitert     | Niederlande        | 1:50,84 |  |
| 3     | Even Wetten      | Norwegen           | 1:51,63 |  |
| 4     | Risto Rosendahl  | Finnland           | 1:51,88 |  |
| 5     | Chad Hedrick     | Vereinigte Staaten | 1:52,07 |  |
| 6     | Joey Cheek       | Vereinigte Staaten | 1:52,41 |  |
| 7     | Erben Wennemars  | Niederlande        | 1:52,90 |  |
| 8     | Jewgeni Lalenkow | Russland           | 1:52,93 |  |
| 9     | Petter Andersen  | Norwegen           | 1:52,98 |  |
| 10    | Jan Friesinger   | Deutschland        | 1:53,20 |  |
|       |                  |                    |         |  |
| 17    | Christian Breuer | Deutschland        | 1:54,41 |  |
| 22    | Jörg Dallmann    | Deutschland        | 1:55,35 |  |

#### 5.000 Meter
| Platz | Name                 | Land               | Zeit    |  |
| ----- | -------------------- | ------------------ | ------- |  |
| 1     | Chad Hedrick         | Vereinigte Staaten | 6:25,61 |  |
| 2     | Bob de Jong          | Niederlande        | 6:30,53 |  |
| 3     | Carl Verheijen       | Niederlande        | 6:32,73 |  |
| 4     | Enrico Fabris        | Italien            | 6:36,45 |  |
| 5     | Odd Bohlin Borgersen | Norwegen           | 6:37,19 |  |
| 6     | Arne Dankers         | Kanada             | 6:37,24 |  |
| 7     | Jochem Uytdehaage    | Niederlande        | 6:37,79 |  |
| 8     | Johan Röjler         | Schweden           | 6:38,50 |  |
| 9     | Bart Veldkamp        | Belgien            | 6:39,44 |  |
| 10    | Paweł Jan Zygmunt    | Polen              | 6:40,22 |  |
|       |                      |                    |         |  |
| 20    | Marco Weber          | Deutschland        | 6:48,33 |  |
| 23    | René Taubenrauch     | Deutschland        | 6:55,40 |  |

#### 10.000 Meter
| Platz | Name                 | Land               | Zeit     |
| ----- | -------------------- | ------------------ | -------- |
| 1     | Bob de Jong          | Niederlande        | 13:25,64 |
| 2     | Carl Verheijen       | Niederlande        | 13:26,97 |
| 3     | Chad Hedrick         | Vereinigte Staaten | 13:30,88 |
| 4     | Gianni Romme         | Niederlande        | 13:42,09 |
| 5     | Odd Bohlin Borgersen | Norwegen           | 13:45,03 |
| 6     | Juri Kochanez        | Russland           | 13:46,50 |
| 7     | Marco Weber          | Deutschland        | 13:46,58 |
| 8     | Eskil Ervik          | Norwegen           | 13:54,44 |
| 9     | Iwan Skobrew         | Russland           | 13:56,00 |
| 10    | Bart Veldkamp        | Belgien            | 13:57,07 |

#### Teamwettbewerb
- Der Teamwettbewerb geht über acht Runden (nur Innenbahn, ca. 3.080 m)

| Platz | Name                                               | Land               | Zeit    |
| ----- | -------------------------------------------------- | ------------------ | ------- |
| 1     | Mark Tuitert Carl Verheijen Erben Wennemars        | Niederlande        | 3:53,76 |
| 2     | Matteo Anesi Enrico Fabris Ippolito Sanfratello    | Italien            | 3:55,18 |
| 3     | Petter Andersen Odd Bohlin Borgersen Eskil Ervik   | Norwegen           | 3:55,49 |
| 4     | KC Boutiette Chad Hedrick Derek Parra              | Vereinigte Staaten | 3:55,66 |
| 5     | Arne Dankers Steven Elm Justin Warsylewicz         | Kanada             | 3:55,85 |
| 6     | Witold Mazur Konrad Niedźwiedzki Paweł Jan Zygmunt | Polen              | 3:56,39 |
| 7     | Tobias Schneider Jan Friesinger Robert Lehmann     | Deutschland        | 3:58,99 |
| 8     | Hiroki Hirako Takaharu Nakajima Takahiro Ushiyama  | Japan              | 4:10,40 |

## Gesamt
Die Medaillen im Teamwettbewerb fließen als einzelne Medaille in die Nationenwertung und in die Rangliste als eine Medaille je Starter ein
- Platz: Gibt die Reihenfolge der Athleten wieder. Diese wird durch die Anzahl der Goldmedaillen bestimmt. Bei gleicher Anzahl werden die Silbermedaillen verglichen, danach die Bronzemedaillen
- Name: Nennt den Namen des Athleten
- Land: Nennt das Land, für das der Athlet startete
- Gold: Nennt die Anzahl der gewonnenen Goldmedaillen
- Silber: Nennt die Anzahl der gewonnenen Silbermedaillen
- Bronze: Nennt die Anzahl der gewonnenen Bronzemedaillen
- Gesamt: Nennt die Anzahl aller gewonnenen Medaillen

### Top Ten
- Die Top Ten zeigt die Zehn erfolgreichsten Sportler (Frauen/Männer)

| Platz | Name             | Land                | Gold | Silber | Bronze | Gesamt |
| ----- | ---------------- | ------------------- | ---- | ------ | ------ | ------ |
| 1.    | Anni Friesinger  | Deutschland         | 2    | 2      | 0      | 4      |
| 2.    | Cindy Klassen    | Kanada              | 2    | 1      | 0      | 3      |
| 3.    | Carl Verheijen   | Niederlande         | 1    | 1      | 1      | 3      |
| 4.    | Bob de Jong      | Niederlande         | 1    | 1      | 0      | 2      |
| 4.    | Mark Tuitert     | Niederlande         | 1    | 1      | 0      | 2      |
| 6.    | Chad Hedrick     | Vereinigte Staaten  | 1    | 0      | 1      | 2      |
| 6.    | Even Wetten      | Norwegen            | 1    | 0      | 1      | 2      |
| 8.    | Barbara de Loor  | Niederlande         | 1    | 0      | 0      | 1      |
| 8.    | Daniela Anschütz | Deutschland         | 1    | 0      | 0      | 1      |
| 8.    | Erben Wennemars  | Niederlande         | 1    | 0      | 0      | 1      |
| 8.    | Jōji Katō        | Japan               | 1    | 0      | 0      | 1      |
| 8.    | Wang Manli       | Volksrepublik China | 1    | 0      | 0      | 1      |
| 8.    | Rune Stordal     | Norwegen            | 1    | 0      | 0      | 1      |
| 8.    | Sabine Völker    | Deutschland         | 1    | 0      | 0      | 1      |

### Nationenwertung
- Die Nationenwertung zeigt die erfolgreichsten Nationen (Frauen/Männer)

| Platz | Land                | Gold | Silber | Bronze | Gesamt |
| ----- | ------------------- | ---- | ------ | ------ | ------ |
| 1.    | Niederlande         | 3    | 4      | 2      | 9      |
| 2.    | Deutschland         | 2    | 4      | 0      | 6      |
| 3.    | Kanada              | 2    | 1      | 3      | 6      |
| 4.    | Norwegen            | 2    | 0      | 3      | 5      |
| 5.    | Japan               | 1    | 1      | 1      | 3      |
| 6.    | Volksrepublik China | 1    | 1      | 0      | 2      |
| 7.    | Vereinigte Staaten  | 1    | 0      | 2      | 3      |
| 8.    | Italien             | 0    | 1      | 0      | 1      |
| 9.    | Finnland            | 0    | 0      | 1      | 1      |
| 9.    | Südkorea            | 0    | 0      | 1      | 1      |

### Frauen

#### Rangliste
- Die Rangliste zeigt die erfolgreichsten Sportlerinnen der Einzelstrecken-WM

| Platz | Name               | Land                | Gold | Silber | Bronze | Gesamt |
| ----- | ------------------ | ------------------- | ---- | ------ | ------ | ------ |
| 1.    | Anni Friesinger    | Deutschland         | 2    | 2      | 0      | 4      |
| 2.    | Cindy Klassen      | Kanada              | 2    | 1      | 0      | 3      |
| 3.    | Barbara de Loor    | Niederlande         | 1    | 0      | 0      | 1      |
| 3.    | Daniela Anschütz   | Deutschland         | 1    | 0      | 0      | 1      |
| 3.    | Wang Manli         | Volksrepublik China | 1    | 0      | 0      | 1      |
| 3.    | Sabine Völker      | Deutschland         | 1    | 0      | 0      | 1      |
| 7.    | Claudia Pechstein  | Deutschland         | 0    | 2      | 0      | 2      |
| 8.    | Clara Hughes       | Kanada              | 0    | 1      | 1      | 2      |
| 8.    | Kristina Groves    | Kanada              | 0    | 1      | 1      | 2      |
| 10.   | Wang Beixing       | Volksrepublik China | 0    | 1      | 0      | 1      |
| 11.   | Eriko Ishino       | Japan               | 0    | 0      | 1      | 1      |
| 11.   | Jennifer Rodriguez | Vereinigte Staaten  | 0    | 0      | 1      | 1      |
| 11.   | Maki Tabata        | Japan               | 0    | 0      | 1      | 1      |
| 11.   | Marianne Timmer    | Niederlande         | 0    | 0      | 1      | 1      |
| 11.   | Nami Nemoto        | Japan               | 0    | 0      | 1      | 1      |
| 11.   | Sang-hwa Lee       | Südkorea            | 0    | 0      | 1      | 1      |

#### Nationenwertung
- Die Nationenwertung zeigt die erfolgreichste Nationen (Frauen)

| Platz | Land                | Gold | Silber | Bronze | Gesamt |
| ----- | ------------------- | ---- | ------ | ------ | ------ |
| 1.    | Deutschland         | 2    | 4      | 0      | 6      |
| 2.    | Kanada              | 2    | 1      | 2      | 5      |
| 3.    | Volksrepublik China | 1    | 1      | 0      | 2      |
| 4.    | Niederlande         | 1    | 0      | 1      | 2      |
| 5.    | Japan               | 0    | 0      | 1      | 1      |
| 5.    | Südkorea            | 0    | 0      | 1      | 1      |
| 5.    | Vereinigte Staaten  | 0    | 0      | 1      | 1      |

### Männer

#### Rangliste
- Die Rangliste zeigt die erfolgreichsten Sportler der Einzelstrecken-WM

| Platz | Name                 | Land               | Gold | Silber | Bronze | Gesamt |
| ----- | -------------------- | ------------------ | ---- | ------ | ------ | ------ |
| 1.    | Carl Verheijen       | Niederlande        | 1    | 1      | 1      | 3      |
| 2.    | Bob de Jong          | Niederlande        | 1    | 1      | 0      | 2      |
| 2.    | Mark Tuitert         | Niederlande        | 1    | 1      | 0      | 2      |
| 4.    | Chad Hedrick         | Vereinigte Staaten | 1    | 0      | 1      | 2      |
| 4.    | Even Wetten          | Norwegen           | 1    | 0      | 1      | 2      |
| 6.    | Erben Wennemars      | Niederlande        | 1    | 0      | 0      | 1      |
| 6.    | Jōji Katō            | Japan              | 1    | 0      | 0      | 1      |
| 6.    | Rune Stordal         | Norwegen           | 1    | 0      | 0      | 1      |
| 9.    | Enrico Fabris        | Italien            | 0    | 1      | 0      | 1      |
| 9.    | Hiroyasu Shimizu     | Japan              | 0    | 1      | 0      | 1      |
| 9.    | Ippolito Sanfratello | Italien            | 0    | 1      | 0      | 1      |
| 9.    | Jan Bos              | Niederlande        | 0    | 1      | 0      | 1      |
| 9.    | Matteo Anesi         | Italien            | 0    | 1      | 0      | 1      |
| 14.   | Petter Andersen      | Norwegen           | 0    | 0      | 2      | 2      |
| 15.   | Eskil Ervik          | Norwegen           | 0    | 0      | 1      | 1      |
| 15.   | Jeremy Wotherspoon   | Kanada             | 0    | 0      | 1      | 1      |
| 15.   | Odd Bohlin Borgersen | Norwegen           | 0    | 0      | 1      | 1      |
| 15.   | Pekka Koskela        | Finnland           | 0    | 0      | 1      | 1      |

#### Nationenwertung
- Die Nationenwertung zeigt die erfolgreichste Nationen (Männer)

| Platz | Land               | Gold | Silber | Bronze | Gesamt |
| ----- | ------------------ | ---- | ------ | ------ | ------ |
| 1.    | Niederlande        | 2    | 4      | 1      | 7      |
| 2.    | Norwegen           | 2    | 0      | 3      | 5      |
| 3.    | Japan              | 1    | 1      | 0      | 2      |
| 4.    | Vereinigte Staaten | 1    | 0      | 1      | 2      |
| 5.    | Italien            | 0    | 1      | 0      | 1      |
| 6.    | Finnland           | 0    | 0      | 1      | 1      |
| 6.    | Kanada             | 0    | 0      | 1      | 1      |